# 井坂直幹

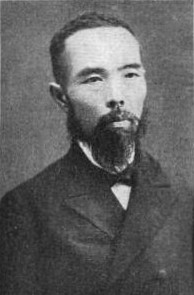
井坂直幹

井坂 直幹（いさか なおもと、万延元年9月1日（1860年10月14日） - 大正10年（1921年）7月27日）は、日本の木材実業家、秋田木材株式会社社長。

## 概要
常陸国水戸にて水戸藩士の子として生まれた。幼名は亮太郎。藩の俊才が学ぶ自彊舎に入学し水戸学と漢書を学び、さらに栗田寛の彰考館にて『大日本史』の資料編集に従事したが、次第に洋学を志し彰考館を辞めることになる。このころ福澤諭吉と同郷で門下生である茨城師範学校長松木直己が福沢の依頼で優秀な若者を探していたが、井坂はこの推薦する4人の中に選ばれ、明治14年（1881年）に石河幹明、高橋義雄らと共に慶應義塾に入学する。在学中は福沢諭吉の家に寄宿し、優秀な成績を修めた。
卒業後は時事新報に入社し編集・翻訳を担当する。その後大倉喜八郎、藤田伝三郎の共同事業日本土木会社に参加し大倉組庶務課長となる。さらにその後は大倉組と久次米商会の資本金による林産商会へ移り、秋田杉の集積地にして加工場であった秋田県能代市の林産商会能代支店長となった。そして林産商会が解散後も能代にとどまり、独立を決意。能代木材合資会社、能代挽材合資会社、秋田製板合資会社をおこし林業に従事し続けた。
それまでのノコギリなどを用いた木挽製材という伝統的手法から脱却し、英国から機械を輸入し機械製法という近代的手法へと転換したことから、能代の製品は次第に評価が高まり全国市場を席巻するようになった。さらに井坂は自らが興した3社を合併して秋田木材株式会社を設立し全国に支店を設置したほか、関連産業として電気、鉄工事業も手がけ事業を拡大し、能代市の木材産業の発展に大きな役割を果たし、能代市は東洋一の木都（もくと）と呼ばれるまでになった。また、井坂奨学会を設立し地元の少年に学資を貸与することで人材育成にも貢献した。これらの活躍から井坂は「木都の父」とも呼ばれる。

## 経歴
- 1860年（万延元年） - 水戸にて誕生する。
- 1881年（明治14年） - 慶應義塾に入学。
- 1883年（明治27年） - 時事新報に入社。
- 1887年（明治31年） - 日本土木会社に参加。
- 1888年（明治32年） - 林産商会に入会。
- 1889年（明治22年） - 林産商会能代支店長として能代へ。
- 1897年（明治30年） - 能代木材合資会社、能代挽材合資会社を設立。
- 1901年（明治34年） - 秋田製板合資会社を設立。
- 1907年（明治40年） - 秋田木材を設立。
- 1921年（大正10年） - 能代市にて死去。（墓は能代の萩の台墓地公園と多磨霊園にある）
- 1922年（大正11年） - 井坂の胸像が作られる。
- 1969年（昭和44年） - 胸像再建。
- 1972年（昭和47年） - 井坂記念館建設。

## 井坂記念館

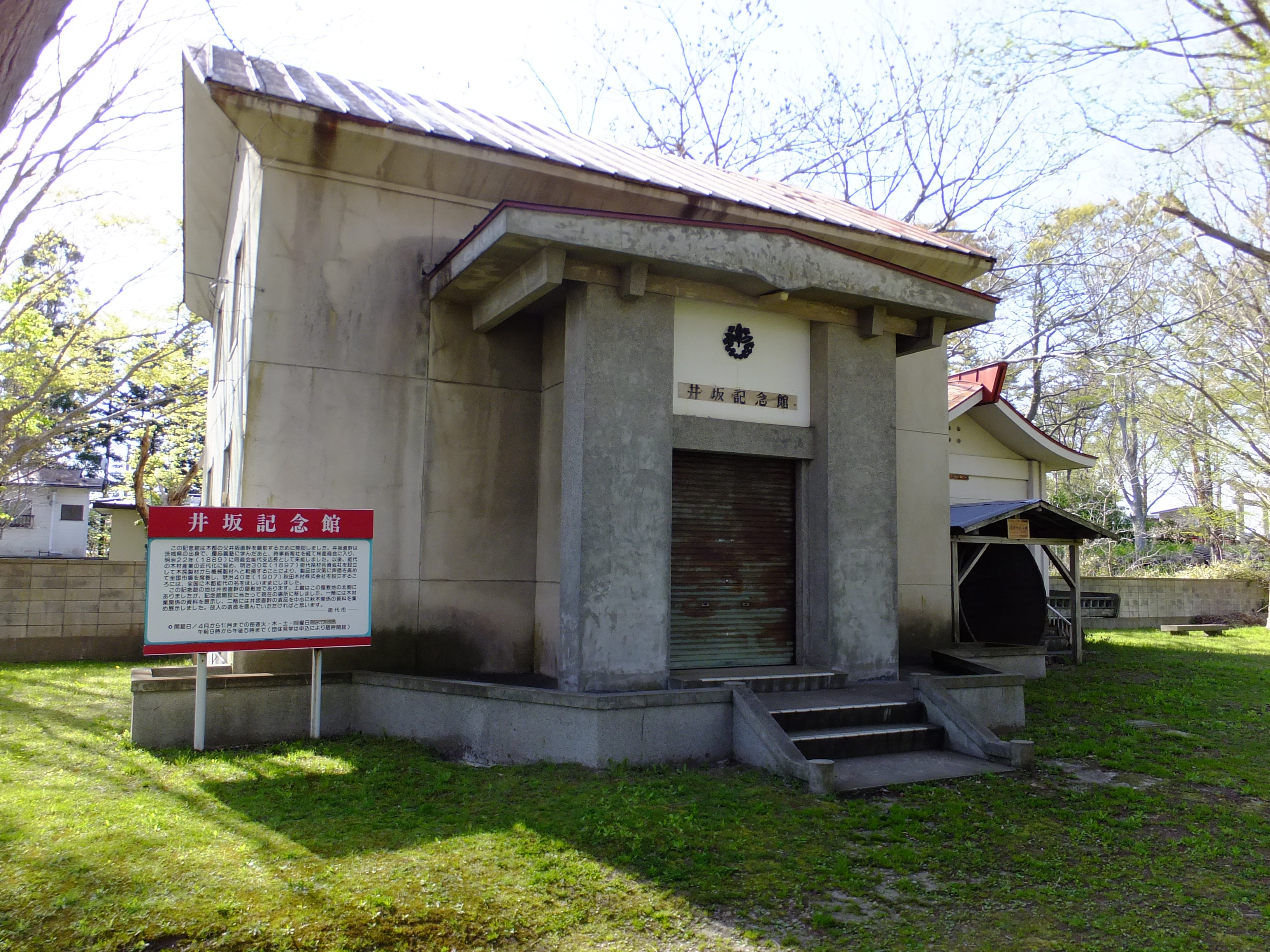
井坂記念館

井坂を「木都能代の父」として讃え、その偉業を伝えるために昭和47年（1972年）に井坂記念館が設立された。旧井坂邸跡地をもとにして開業した井坂公園（能代市御指南町）に位置し、能代大火で焼けずに唯一残っていた井坂家の土蔵を記念館建物として利用している。
1階には木材産業に関する資料が、2階には井坂直幹の資料が展示されており、防砂林の歴史等の資料も紹介している。
井坂公園敷地内には戦時中の金属供出を経て新たに彫刻家阿部米蔵によって再建された井坂の胸像もある。
- 開館時間：9時～17時[3]
- 開館日：4月～10月の火曜日・木曜日・土曜日
- 入館料：無料

### アクセス
- 能代駅から徒歩約10分
- 能代南ICから車約10分